# 蚶満寺
蚶満寺（かんまんじ）は、秋田県にかほ市に所在する曹洞宗の寺院。山号は皇宮山、本尊は釈迦牟尼仏。
古くから文人墨客が訪れた名刹として知られ、元禄2年（1689年）には松尾芭蕉が訪れ、『奥の細道』に
| 「 | 此寺の方丈に座して簾を撒けば・・・ | 」 |

と紹介した。

## 歴史

### 開創
仁寿3年（853年）に天台座主円仁（慈覚大師）の開創と伝えられる。蚶方（きさかた）の美景と神功皇后の伝説によりこの地を風水などで占い、皇后山干満珠寺と号したという。
神功皇后の伝説とは、神功皇后が三韓征伐の帰路、大シケに遭って象潟沖合に漂着し、小浜宿禰が引き船で鰐淵の入江に導き入れたが、そのとき皇后は臨月近かったので清浄の地に移したところ、無事に皇子（のちの応神天皇）を産み終えたという『蚶満寺縁起』所載の伝承。その後、象潟で半年を過ごし、翌年の4月、鰐淵から出帆し、筑紫の香椎宮に向かったという。蚶満珠寺の名は、干珠・満珠を皇后が持っていたことに由来するとされる。
ただし、『古寺名刹大辞典』（1992）では、のちに真言宗に転じ、カンマン（不動明王の真言の一部）という梵語より寺号がおこったという説もあることを紹介している。

### 中世
正嘉元年（1257年）8月、鎌倉幕府5代執権・北条時頼（最明寺入道）が象潟を訪れて、「四霊の地」と定め20町歩の寺領を寄進し再興している。

### 近世
天正15年（1587年）1月（『古寺名刹大辞典』（1992）では、この年を文禄元年（1592年）としている）、地元の金又左衛門（こん・またざえもん）らの懇請によって、松ヶ崎（秋田県由利本荘市）光禅寺九世栄林示幸が、光禅寺の開山直翁呈機を開祖に勧請して曹洞宗に改めた。
江戸時代になって仁賀保院内（にかほ市）の禅林寺との間に本末争論が起きたが、元禄9年（1696年）に加賀大乗寺（石川県金沢市）の預かり末寺となって解決した。
江戸時代の蚶満寺は、十五世の無学絶宗の時に僧堂を開いたといわれ、多くの名僧を得て、曹洞宗の叢林として「羽海法窟」の名を天下に高めた。

## 文化の大地震と蚶満寺
象潟は「九十九島、八十八潟」、あるいは「東の松島、西の象潟」と呼ばれたように、かつては松島同様無数の小島が浮かぶ入り江だったが、文化元年（1804年）の大地震（象潟地震）で干潟に変わった。陸地化した土地問題で本荘藩と紛争となったが、二十四世全栄覚林（生年不詳 - 1822年、仙北郡角館生まれ）は、命がけで九十九島の保存を主張した。
象潟地震後の潟跡の開田を実施する本荘藩の政策に対し、覚林は蚶満寺を閑院宮家の祈願所とし、朝廷の権威を背景として開発反対の運動を展開、文化9年（1812年）には同家祈願所に列せられている。覚林は文政元年（1818年）江戸で捕らえられ、文政5年（1822年）、本荘の獄で死去した。
天保6年（1835年）、二十八世の活山も再興に力があった。

## 『奥の細道』最北の地

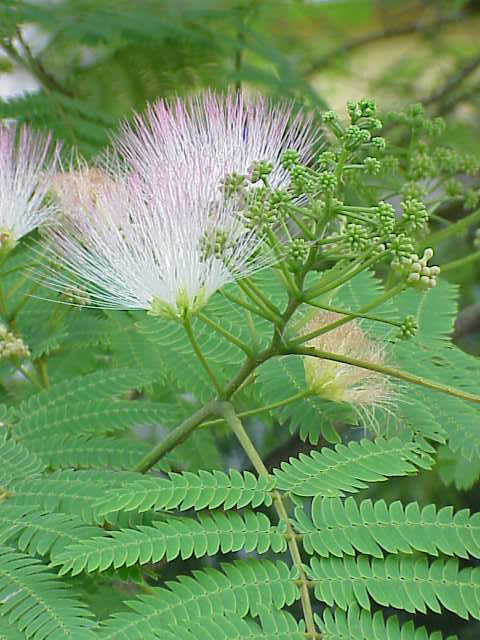
ネムノキ

元禄2年（1689年）6月、俳聖松尾芭蕉が訪れて『奥の細道』のなかで、「九十九島（つくもじま）」と呼ばれた当時の象潟の景観を絶賛している。ここで芭蕉は、中国の悲劇の美女西施を思い浮かべ、「ねぶ」を「ねむの花」と「眠る」にかけて、
| 「 | 象潟や 雨に西施が ねぶの花 （雨にけむる象潟は、あたかもまぶたを閉じた西施のように美しい） | 」 |

と詠んでいる。芭蕉はまた松島（宮城県松島町）の景観との比較もおこなっている。このなかで「干満珠寺」として登場するのが蚶満寺である。
にかほ市は、この句が縁で、西施が生まれた中華人民共和国浙江省諸曁（しょき）市と姉妹都市提携を結んでいる。

## 司馬遼太郎と蚶満寺
司馬遼太郎は、紀行集『街道をゆく』でかつての同級生に会うため蚶満寺を訪れ、
| 「 | 芭蕉の感覚では、象潟の水景は雨に似合うのである | 」 |

と述べている。
また、「蚶満寺」の名について司馬は、「象潟（きさかた）」は古くは「蚶方」とも表記したことから、「方」が「万」の字に変わって「かんまん」と音読みしたのではないかと考察している。

## 境内

### 山門
木造切妻造瓦葺の八脚門（12坪）。年代不詳だが江戸中期の建立と推定。
矢島藩生駒氏の奇進とされる金剛力士（仁王）像を安置する。
瓦には菊の紋章が用いられている。これは、閑院宮家祈願所となったことによる。

### 袖掛地蔵堂
木造宝形造瓦葺（16坪）。江戸中期以前の建立と推定。

### 親鸞聖人腰掛の石
肥前島原の西方寺にあった親鸞が腰掛けたとされる石。
安永6年（1777年）、切支丹ノ変を避けるために信者が蝦夷地に輸送中、シケにあい、象潟に陸揚げしてここに納めたものであるといわれている。

### その他
- 猿丸太夫姿見の井戸（七不思議「姿見の井戸」）
- 西行法師の歌桜
- 菅秀才の梅
- 北条時頼の躑躅（七不思議「咲かずのツツジ」
- 芭蕉の句碑
- 夜泣きの椿（七不思議）
- このほか、象潟の先人で松島瑞巌寺の尼僧となった貞女紅蓮尼の碑、三聖堂、文化の大地震で亡くなった人を供養するための6基の地震供養地蔵尊などがある。

## 文化財
- 山門（1971年に指定・市の建造物）[1]

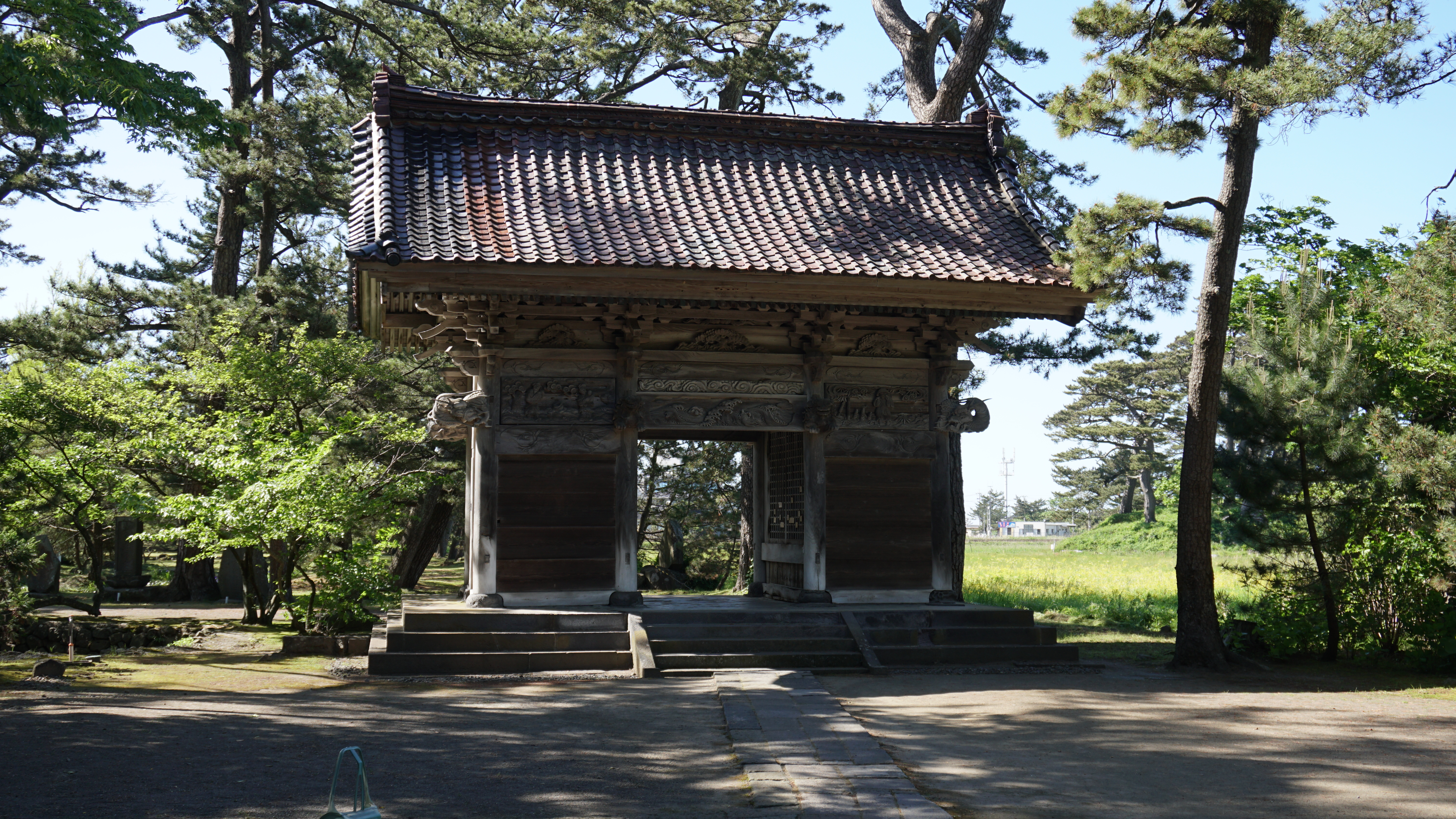
山門

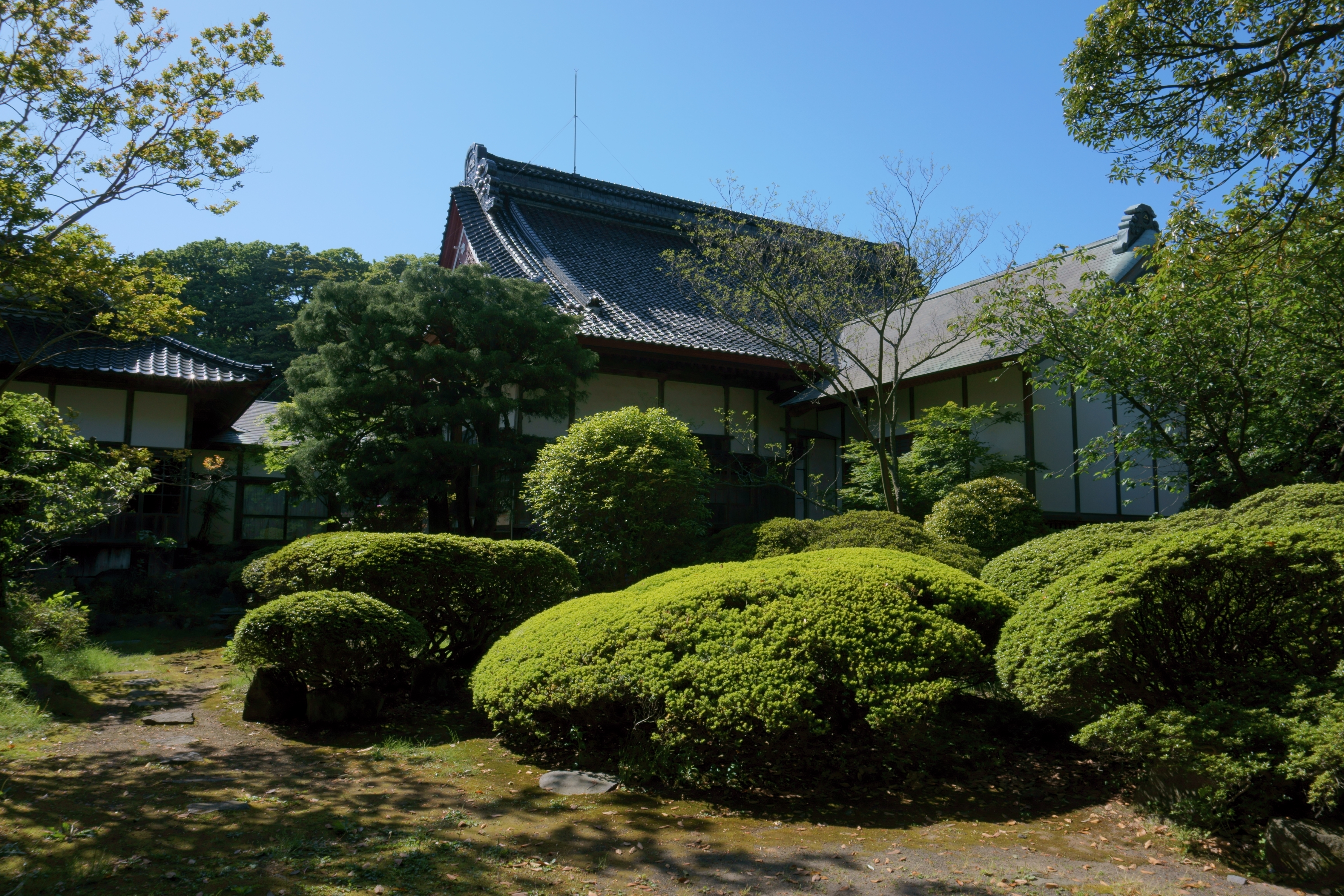
境内の庭園

- 旅客集・十一巻（1971年に指定・市の書跡）[1]
- 芭蕉の書軸
- 象潟古景図・・・牧野雪僊が祖父永昌の 象潟図屏風 を模写したものと伝えられる。
- 狩野探幽「童形文殊菩薩画像」…絹本着色。縦121cm×横75cm。秋田県指定重要有形文化財。江戸寛永寺にあったものと推定される。もと「童形普賢菩薩画像」（秋田県大仙市所在、個人蔵）、「釈迦如来像」童形（所在不明）とともに三幅対になっていたものの1つ。
- 蚶満寺への寄付状と殺生禁断の布告の北条時頼の墨付一巻[1]
- 閑院宮家の墨付一巻（1971年に指定・市の書跡）[1]

## 蚶満寺七不思議
詳細は象潟町観光協会 蚶満寺を参照
1. 弘法投杉
2. 夜泣き椿
3. あがらずの沢
4. 咲かずのツツジ
5. 木登り地蔵
6. 姿見の井戸
7. 血脈授与の木